# Estación Pisagua
Pisagua fue una estación de ferrocarril que se hallaba en la localidad homónima, en la Región de Tarapacá de Chile. Se encontraba a una altitud de 1,8 m s. n. m.

## Historia
La estación fue inaugurada en 1869, cuando entró en funcionamiento el ferrocarril que unía Pisagua con la localidad de Zapiga en un largo de 50 km. En abril de 1874, con la apertura del tramo ferroviario que unía Zapiga con La Noria, Pisagua quedó conectada con Iquique.
Santiago Marín Vicuña describe en 1916 a la estación Pisagua como una de las cabeceras de la línea troncal del Ferrocarril Salitrero de Tarapacá (FCS). En mapas de 1929 la estación aparece en el trazado.
La vía férrea, al salir de Pisagua, debía ascender alrededor de 1100 metros mediante una serie de zigzags y tres reversiones, para lo cual se debió recortar partes de los cerros que rodean a la localidad.
Posterior a la fusión del Ferrocarril Salitrero de Tarapacá con la Empresa de los Ferrocarriles del Estado, la estación dejó de tener actividad y fue posteriormente abandonada. Las vías actualmente pertenecen a Ferronor, la cual posee todo el trazado desde La Calera al norte y se encarga del transporte de carga.